# Всесвітня організація сімейних лікарів (WONCA)

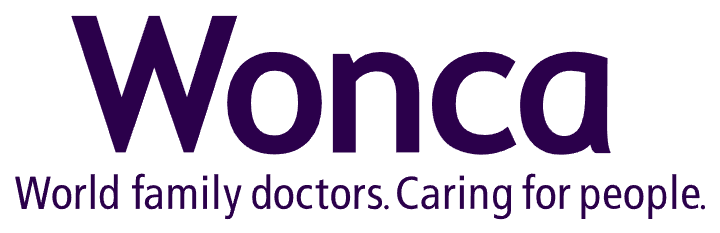
логотип

Всесвітня організація сімейних лікарів — (англ. The World Organisation of Family Doctors (WONCA) — організація, що об'єднує сімейних лікарів у світі. Заснована в 1972 році.
Назва даної організації є скороченням повної назви — а саме англ. The World Organization of National Colleges, Academies and Academic Associations of General Practitioners/Family Physicians, з якої ясно, що WONCA складається з національних коледжів, академій і організацій, що займаються підготовкою лікарів загальної практики/сімейних лікарів. Спочатку, в 1972 році, організація об'єднувала всього 18 чоловік, а зараз в ній нараховується близько 150000 членів, що представляють 58 організацій з 53 країн.
У 2010 році WONCA проголосила Всесвітній день сімейного  лікаря 19 травня.
Своєю метою WONCA проголосила поліпшення рівня життя людей за рахунок підвищення стандартів обслуговування в сімейній медицині, сприяння інтенсивному інформаційному обміну, підтримку наукових і клінічних досліджень, а також освіти. Відомості про навчальні заклади, що готують сімейних лікарів, займають значну частину сервера організації.